# Írásbeli osztás
Az írásbeli osztás egy algoritmus arra, hogy írásban elosszanak egy számot egy másikkal. Az algoritmus az egyszeregyre és az írásbeli kivonásra épül.
A számológépek elérhetősége óta az eljárás jelentősége csökkent; csak az oktatásban fontos tananyag a 4. osztálytól kezdve. Először még csak egyjegyű számokkal osztanak, majd 5. osztályban visszatérnek rá, és osztanak többjegyű számokkal, majd tizedestörtet tizedestörttel is. Egyes országokban vitatott, hogy helye van-e a közoktatásban.

## Leírás
Bejövő adatok:
- Az osztandó, a szám, amit elosztanak egy másikkal
- Az osztó, amivel osztanak

Kimenet:
- Maradékos osztás, bennfoglalás esetén a hányados és a maradék, melyek természetes számok
- Nem maradékos osztás esetén a hányados, ami tizedestört alakban felírt racionális szám

Az eljárás:
- Előkészítő lépések:

1. A papírra felírjuk a feladatot, osztandó : osztó alakban
2. Meghatározzuk az osztó jegyeinek számát, és leválasztunk ugyanennyi jegyet az osztandóból. Ha ez a leválasztott szám kisebb az osztónál, akkor hozzáveszünk még egy számjegyet. Alternatívan nem módosítunk a leválasztott számon.
3. Meghatározzuk, hány jegyből áll a hányados, vagy annak egészrésze. Ehhez megszámoljuk az osztandó többi jegyeit, és hozzáadunk egyet. Előkészítjük a helyet a hányados számára.
- Általános lépések:

4. A leválasztott számot maradékosan osztjuk az osztóval. Ez azt jelenti, hogy megkeressük azt a legnagyobb egyjegyű számot, ami  megvan a leválasztott számban; ez lesz a hányados következő jegye. Hogyha az osztó nagyobb, mint a leválasztott szám, akkor a következő jegy a nulla. Amennyiben az első lépésben nem módosítottunk a leválasztott számon, pedig az kisebb az osztónál, úgy a hányadost vezető nullával kapjuk.
5. Képezzük a maradékot is, amit megkapunk visszaszorzással és kivonással. A visszaszorzást leírhatjuk, a kivonást leírhatjuk, de a maradékot leírjuk a leválasztott szám alá úgy, hogy a megfelelő helyi értékek egymás alá kerüljenek.
6. Az így kapott maradékhoz hozzáírjuk az osztandó következő jegyét. A következő műveletben ez lesz a leválasztott szám.
- Lezárás:

7. Ezeket az általános lépéseket ismételjük addig, amíg az osztandó (egészrésze) végére nem érünk. Ha maradékos osztást végzünk, akkor a kapott hányados lesz a hányados, a maradék pedig az utolsó maradék. Különben kitesszük a tizedesvesszőt, és folytatjuk az osztást, amihez felhasználjuk az osztandó tizedesjegyeit. Ha egész számot osztunk, vagy kifogytunk a tizedesjegyekből, akkor nullával egészítjük ki az aktuális maradékot. Az osztást folytathatjuk megadott pontosságig, vagy egy szakasz végéig.

## Példák

### Maradékos osztás egyjegyű osztóval
A 351-et osztjuk 4-gyel. A 351 az osztandó, a 4 az osztó. Maradékosan osztunk.
| Lépés | Magyarázat |
| ----- | --- |
| 1     | 351 : 4 = |
| 2     | A 3-at leválasztjuk a 351-ről, marad 51. |
| 3     | A 4 legnagyobb szorzata, ami nem nagyobb, mint 3, a 0. A szorzótáblában a következő szorzat 4, ami több, mint 3.                                                   |
| 4     | A hányados első jegyeként leírjuk a nullát. A visszaszorzás eredménye 0, amit kivonunk 3-ból, marad a 3.                                                           |
| 5     | 351 : 4 = 0 0 - 3 |
| 6     | Az osztandónak még vannak fel nem használt jegyei, ezek alkotják az 51 számot. Az osztandó következő jegye 5, amivel kiegészítjük a maradékot, így kapjuk a 35-öt. |
| 3     | A szorzótáblában a legnagyobb 35-nél nem nagyobb szorzat a 32. |
| 4     | A szorzótáblában a 32-höz a 8 tényező tartozik. Hozzáírjuk a hányadoshoz, ami így 08.                                                                              |
| 5     | Kivonjuk a 35-ből a 32-t, marad a 3. |
| 6     | Az osztandónak még van nem használt számjegye, ami az 1. Kiegészítjük a leválasztott számot, így kapjuk a 31-et.                                                   |
| 3     | A legnagyobb 31-nél nem nagyobb szorzat a szorzótáblában a 28. |
| 4     | A 28-hoz a 7 tartozik a szorzótáblában. A 7-et hozzáírjuk az eddigi hányadoshoz, kapjuk a 087-et.                                                                  |
| 5     | A 31-ből kivonjuk a 28-at, marad 3. |
| 6     | Az osztandó jegyei elfogytak, így a maradékos osztás véget ér. |
| 7     | 351 : 4 = 087 -0 - 35 -32 -- 31 -28 -- 3 |

Hányadosként 087-et kapunk, maradékként 3-at. A vezető nullákat el szokás hagyni, így a hányados 87, a maradék 3.

### Többjegyű osztó
Ha az osztó 10-nél nagyobb, akkor a szorzótábla már nem elégséges a következő jegy kiszámítására, így vagy segédtáblázatot készítünk, vagy pedig meg kell becsülnünk a következő jegyet. Ha a szorzat nagyobb, mint a leválasztott szám, akkor a becsült jegyet csökkentenünk kell. Ha a különbség nagyobb, mint az osztó, akkor a becsült jegyet növelni kell. A következő példa mellőzi ezeket a becslési hibákat.
```
 13063:32 = 4…
-128
 ---
   26            -- marad 2; a maradékhoz hozzávett 6-ossal 26-ot kapunk; 26:32 eredménye 0:
```

```
13063:32 = 40…
```

Elvégezzük a 0·32=0 szorzást, és a számolást ezzel folytatjuk:
```
   26
  - 0
   --
   26
```

A gyakorlott számoló látja, hogy a 26 nem változik, emiatt nem írja le ezt a kivonást, hanem rögtön hozzáveszi a következő jegyet:
```
 13063:32 = 40…
-128
 ---
   263            -- 263:32 = 8, 32
×
8 = 256
  -256
```

A végén egy 7-es maradék képződik, így a teljes számolás így néz ki:
```
 13063:32 = 408, marad 7
-128
 ---
   263
  -256
   ---
     7
```

vagy {\displaystyle 13063:32=408{\tfrac {7}{32}}}, illetve {\displaystyle 13.063=32\cdot 408+7}, ahogy fent megmagyaráztuk.

### Maradék nélküli osztás
Az eljárással nemcsak maradékos osztás végezhető, hanem a hányadost megkaphatjuk tizedestört alakban is. Ekkor az osztandó egyeseinek felhasználása után kitesszük a tizedesvesszőt, és folytatjuk a számolást. Ha az osztandó egész, illetve elfogytak a tizedesjegyek, akkor nullákkal egészítjük ki:
```
 950 : 4 = 237,5
-8
 -
 15
-12
 --
  30
 -28
  --
   20 -- marad 2; azonban ezt nem írjuk fel maradéknak, hanem kitesszük a tizedesvesszőt; az osztandó következő jegyeként a 0-t használjuk fel.
  -20                                                                                         - 20:4 geht 5-mal…
   --
    0 -- …maradék nincs, úgyhogy az osztás véget ér.

```

### Tizedestört osztandó
Az egész számok osztásától a tizedestörtek osztása annyiban tér el, hogy az egyesek elfogyása és a tizedesvessző kitétele után először a tizedesjegyeket használjuk fel, mielőtt még elkezdenénk nullákat írni. Ha az egészrész kisebb, mint az osztó, akkor a hányados egészrészébe nullát írunk, és elkezdjük felhasználni a tizedesjegyeket. Ezután osztunk a fentiek szerint.
Például:
```
 1,8:5 = ?? ----- 1:5 nullaszor van meg – tehát az egészrész 0,... és felhasználjuk a tizedeket:
```

```
 1,8:5 = 0,?? ----- 18:5 megvan 3-szor:
 1 5
```

```
 1,8:5 = 0,3? ----- A maradék 3 — következő tizedesjegyként 0- t használunk fel.
 1 5
 ---
   30 ----- 30:5 megvan 6-szor, és maradék nélkül; ezért a számítás véget ér:
```

```
 1,8:5 = 0,36
 1 5
 ---
   30
  -30
   --
    0
```

### Tizedestört osztó
Ha az osztó tizedestört, akkor az osztót és az osztandót is felszorozzuk a tíz megfelelő hatványával úgy, hogy az osztó egész szám legyen. Ez azt jelenti, hogy megszámoljuk az osztó tizedesjegyeit, elmozdítjuk a tizedesvesszőt ugyanennyi jeggyel az osztóban és az osztandóban is. Ha az osztandónak kevesebb tizedesjegye van, akkor nullákat írunk utána. Ezután úgy osztunk, ahogy fent már leírtuk:
```
 4 : 1,6 =
 40 : 16 = 2,5
-32
 --
  80
 -80
  --
   0

```

### Osztás periódusig
Racionális számok hányadosa racionális. Ha az osztó egész, és prímtényezős szorzatában szerepel a 2-től és az 5-től különböző prím, akkor végtelen szakaszos tizedes törtet kapunk. Példánkban 1307-et osztunk 15-tel. 
```
 1307 : 15 = 8 -- 13:15 megvan nullaszor; 130:15 becslése 8; visszaszorzással 5·8=40, 1·8=8, hozzáadjuk a 4 átvitelt is, az eredmény 12:
-120           -- A becslés helyes, a maradék 10; a 7-et kivonjuk:
 ---
 107          -- Mivel 120=8·15, azért a 15 a 107-ben 7-szer lehet meg; a 7·15-öt úgy számoljuk ki, mint az előbb;

```

ezzel az eddigi számolás:
```
 1307 : 15 = 87
-120
 ---
  107
 -105
  ---
    2

```

Az osztandó végére értünk, így kitesszük a tizedesvesszőt, a maradékot 0-val egészítjük ki, és számolunk tovább. 20:15 megvan 1-szer, a maradék 5:
```
 1307 : 15 = 87,1
-120
 ---
  107
 -105
  ---
    20
   -15
    --
     5
 
```

Hozzáfűzzük a 0-t, kapunk 50-et. 50 osztva 15-tel 3, marad 5.
```
 1307 : 15 = 87,13
-120
 ---
  107
 -105
 ---
    20
   -15
    --
     50
    -45
     --
      5

```

Megkaptunk egy olyan maradékot, ami már szerepelt. Mivel mindig a 0 jeggyel egészítjük ki, azért a hányados és a maradék is ugyanaz lesz, mint korábban. Ez azt jelenti, hogy egy szakasz végére értünk. Az eredményként kapott végtelen szakaszos tizedestört:
```
1307 : 15 = 87,1333…

```

Írásmódja rendszerint {\displaystyle 1307:15=87,1{\overline {3}}.}, vagy pedig felülvonás helyett pontot használunk.

## Fejlettebb számolás
Az emlékezetet jobban megterheli, de helyet spórol, ha a visszaszorzás eredményét és annak kivonását nem írjuk le, csak a különbséget. A kompaktabb írásmódot fenti példáink közül kettőn mutatjuk be.

### Egyjegyű osztó
Az első példánk a tömörebb írásmóddal és kommentárokkal:
```
351 : 4 =

```

Induláskor annyi jegyet választunk le, amennyiben már megvan legalább egyszer az osztó, ezzel elkerüljük a vezető nullákat:
```
35'1 : 4 =       ((Az aposztróf segít látni 
                   a leválasztott számot.))

```

A 4 8-szor van meg a 35-ben.
```
35'1 : 4 = 8     A hozzá tartozó szöveg: Mert 8-szor 4 az 32, leírom a 8-at, marad a 3.
                 A visszaszorzást és a kivonást fejben végezzük, csak a hányadost és a maradékot írjuk le:

35'1 : 4 = 8
 3

Érkezik a következő jegy:

35'1 : 4 = 8
 3 1

```

A 4 7-szer van meg a 31-ben,
```
35'1 : 4 = 87    mert 7-szer 4 az 28, leírom a 7-et, marad a 3.
 3 1
   3 - ez a maradék

```

### Többjegyű osztó
A rövidített írásmód többjegyű osztóval is használható. A visszaszorzást és a kivonást fejben végezzük, csak a hányados következő jegyét és a maradékot írjuk le. Ha az osztó túl hosszú, akkor ezeket a műveleteket nem lehet már fejben elvégezni, hanem valahová le kell írni. A kivonás végezhető a szorzással párhuzamosan is, ekkor nem adjuk össze az egyes részszorzatokat, hanem egyenként vonjuk ki őket. A fenti második példában:
```
13063:32 =

```

vagy az aposztróffal:
```
130'63:32 = 4…

```

Most ki kell számolnunk a 4·32 szorzatot, és ki kell vonni a 130-ból:
```
130'63:32 = 4…
  2   -   1 kölcsönvéve

```

A visszaszorzás 4·3 = 12; ehhez még hozzáadjuk a kölcsönvett 1-et, így kapjuk a 13-at. Ehhez még hozzá kell adni 0-t, így a végösszeg 13. Ezt a nullát nem írjuk le, hanem egyszerűen csak hozzávesszük a következő jegyet a leválasztott számhoz, ami példánkban a 6. A hányadoshoz beírjuk a 0-t, majd a leválasztott számhoz hozzávesszük az osztandó következő jegyét is, ami példánkban a 3. Ekkor a papíron ez látszik:
```
130'63:32 = 40
  2 63

```

Mivel 263:32 8-at ad eredményül, azért 8-cal szorzunk vissza. Kiszámoljuk a 8·32-t, ami 256; ezt le is vonjuk a 263-ból: 
8·2=16, 16 plusz 7 =23. Leírjuk a 7-et, és kölcsönveszünk 2-t:
```
130'63:32 = 408
  2 63
     7

```

A visszaszorzás 8·3 = 24-et ad, amihez hozzávesszük a kölcsönvett 2-t, így jutunk a 26-hoz; ehhez még hozzáadunk 0-t, a végeredmény 26. A 0-t nem írjuk le. A maradékos osztás itt véget is ért:
```
13063:32 = 408
  263
    7

```

## Alternatív algoritmusok
Angol nyelvterületen qaz általános iskolákban tanítják a nagy hetes osztást, angol néven a Big 7 Divisiont, ami a Scaffolding algoritmust hívja segítségül. Ezt a módszert gyakrabban is használják, és megemlítik, hogy az írásbeli osztás elvégezhető egyszerű tízes lépésekben vagy az osztó tetszőleges többszöröseivel és az ismételt kivonás elvét érthetőbbé teszi. A Big 7 elnevezés az elválasztó vonalak formájára utal.
Példaként tekintsük a 4720:36 osztást:
```
  ┌────────────┐

36
│ 4720       │
   −3600       │ 100
   =1120       │
   − 360       │  10
   = 760       │
   − 360       │  10
   = 400       │
   − 360       │  10
   =  40       │
   −  36       │   1
  ----------------------
   =   4         131  R4/
36
  (a 36 a fenti osztó, R4 a bal oszlopban kivont eredmény, 131 a hozzáadott jobb oszlop)
```

A 100-as, 10-es és 1-es helyi értékek hozzáadódnak, az eredmény: a hányados 131, maradék 4; a maradékból képzett tört alak 4/36, ahol a maradék kerül a számlálóba, a nevezőbe pedig az osztót kell írni. Az érthetőség kedvéért a tört alakot számláló per nevező alakba kell átírni. A hányados vegyes tört alakja megkapható a hányados + maradék/osztó alakban. A tört egyszerűsíthető vagy tizedestörtre átváltható.
A maradék itt 4 a 36-tal való osztás szerint, és a fenti módszerrel kiszámítható ugyanúgy, mint az egészrész, amihez egyszerűen csak további nullákat kell felhasználni, ami úgy néz ki, mintha a megfelelő számú nullával szoroznánk fel az osztandót. Ez azt jelenti, hogy ha például három tizedesjegy pontosságot szeretnénk, akkor nem a 4720:36 osztást, hanem a 4720000:36 osztást végezzük el.
Így az első lépésben kivont többszörös nem 3600, hanem 3600000, és a jobb oszlopba ennek megfelelően a 100000 számot írjuk, mivel ezzel megszorozva a 36-ot kapunk 3600000-et. A végén a maradék ignorálható.
Opcionálisan használhatók az osztó más többszörösei is. Ez a Big 7 Division előnye, mivel így a jobb becslés felgyorsíthatja az algoritmust. Ehhez a módszerhez is szükség van a visszaszorzásra és a kivonásra.

## Fordítás
Ez a szócikk részben vagy egészben  a   Schriftliche Division című német Wikipédia-szócikk fordításán alapul.  Az eredeti cikk szerkesztőit annak laptörténete sorolja fel. Ez a jelzés csupán a megfogalmazás eredetét és a szerzői jogokat jelzi, nem szolgál a cikkben szereplő információk forrásmegjelöléseként.